# نامة (جبلة)

تعديل مصدري - تعديل

نامة هي إحدى قرى عزلة الثوابي بمديرية جبلة التابعة لمحافظة إب، بلغ تعداد سكانها 449 نسمة حسب تعداد اليمن لعام 2004.